# 령
"령"(靈)은 2004년에 개봉한 대한민국의 공포 영화이다. 이 영화를 통해 영화 감독으로 데뷔한 김태경이 각본과 연출을 함께 맡았다.

## 줄거리
주인공 민지원은 기억상실증에 걸린 대학생이다. 잃어버린 기억을 찾아가는 과정에서 물에 젖은 귀신이 찾아오는 악몽을 꾸게 되고, 친구들은 차례로 죽어가며 지원도 죽음의 공포에 휩싸인다.

## 캐스팅
- 김하늘 - 민지원 역
- 류진 - 준호 역
- 남상미 - 수인 역
- 신이 - 미경 역
- 전혜빈 - 김은서 역
- 전희주 - 오유정 역
- 이윤지 - 김은정(은서의 동생) 역

## 참조
- 황진미, 내가 아직도 네 엄마로 보여? '령' "씨네21" (2004.7.14)
- 남동철, 놀이공원 귀신의 집 같은 즉각적인 공포, '령' "씨네21" (2004.6.15)